# Reszkowce
Reszkowce – wieś w Polsce położona w województwie podlaskim, w powiecie sokólskim, w gminie Dąbrowa Białostocka.
W latach 1954–1959 wieś należała i była siedzibą władz gromady Reszkowce, po jej zniesieniu w gromadzie Nierośno. W 1956 r. włączona do nowo utworzonego powiatu dąbrowskiego, który istniał do końca 1974 r.  W latach 1975–1998 miejscowość administracyjnie należała do województwa białostockiego.
Wierni kościoła rzymskokatolickiego należą do parafii Ofiarowania Najświętszej Maryi Panny w Różanymstoku.